# 布萊迪斯洛冰川
布萊迪斯洛冰川（英語：Bledisloe Glacier）是南極洲的冰川，位於奧次地，處於全黑冰原島峰和沃勒比斯冰原島峰之間，屬於邱吉爾山脈的一部分，現時由南極條約體系管理。